# جوزفین پالادان
جوزفین پالادان (فرانسوی:Joséphin Péladan)،(زاده 28 مارس 1858-مرگ:27 ژوئن 1918) رمان‌نویس فرانسوی بود.